# Hyperolius pickersgilli
Hyperolius pickersgilli (tên tiếng Anh: Pickersgill's Reed Frog) là một loài ếch thuộc họ Hyperoliidae.
Đây là loài đặc hữu của Nam Phi.
Môi trường sống tự nhiên của chúng là vùng cây bụi ôn đới, vùng đồng cỏ ôn đới, đầm nước, đầm nước ngọt, và đầm nước ngọt có nước theo mùa.
Chúng hiện đang bị đe dọa vì mất môi trường sống.